# Suren Erkman
Suren Erkman est un écrivain scientifique de père arménien et de mère suisse. Né le 7 février 1955 à Istanbul, il est professeur à la faculté des géosciences et de l'environnement de l'Université de Lausanne, en Suisse. Il est connu pour ses éminents travaux sur le thème de l'écologie industrielle.

## Biographie
Suren Erkman a suivi des études de Lettres (philosophie) et de Sciences (biologie) à l’université de Genève, avant d’effectuer une formation de journaliste. Après plusieurs années de journalisme scientifique et économique, il a créé en 1994 une entreprise, l'Institut pour la communication et l’analyse des sciences et des technologies (ICAST), à Genève. Depuis le début des années 1990, il a contribué à l’émergence du domaine nouveau de l’écologie industrielle, ce qui l’a amené à revenir à des recherches et des enseignements académiques, et à soutenir une thèse sur l’écologie industrielle à l’université de technologie de Troyes (UTT).

## Domaine de recherche
En mars 2005, il rejoint l'Université de Lausanne où il dirige le groupe « Écologie Industrielle ». Dans ce cadre il développe un programme de recherche à l’interface entre sciences naturelles et sciences humaines, dans la perspective de l’écologie industrielle.

## Publications
- Suren Erkman, Vers une écologie industrielle, C. L. Mayer, coll. « Dossier pour un débat » (no 84), 1998, 147 p. (ISBN 978-2-84377-027-2, OCLC 467030954).
- Nathalie Chèvre et Suren Erkman, Alerte aux micropolluants : un péril invisible, Lausanne, Presses polytechniques et universitaires romandes, 2017, 143 p. (ISBN 978-2-88915-229-2).